# Francis Younghusband
Locotenent-colonelul Sir Francis Edward Younghusband, KCSI KCIE (n. 31 mai 1863, Murree⁠(d), India Britanică, Pakistan – d. 31 iulie 1942, Lytchett Minster⁠(d), Lytchett Minster and Upton⁠(d), Anglia, Regatul Unit) a fost un ofițer în Armata Britanică, explorator și scriitor religios britanic. El este amintit în special pentru călătoriile sale în Extremul Orient și în Asia Centrală, mai ales pentru expediția britanică în Tibet din 1904, pe care a condus-o, și pentru scrierile sale despre Asia și politica externă. Younghusband a deținut unele poziții publice, printre care comisar britanic pentru Tibet și președinte al Societății Regale de Geografie.

## Tinerețea
Francis Younghusband s-a născut în 1863 în orașul Murree din India Britanică (acum în Pakistan), în familia unui militar britanic; era fratele viitorului general-maior George Younghusband și cel de-al doilea fiu al generalului-maior John W. Younghusband și al soția sale, Clara Jane Shaw. Fratele mamei sale, Robert Shaw, a fost un cunoscut explorator al Asiei Centrale. Unchiul său, generalul-locotenent Charles Younghusband CB FRS, a fost ofițer al Armatei Britanice și meteorolog.
Mama lui l-a luat în Anglia, când el era copil, iar când a revenit în India în 1867 și-a lăsat fiul în grija a două mătuși austere și religioase. În 1870 părinții lui s-au întors în Anglia și a avut loc reunirea familiei. În 1876, la vârsta de treisprezece ani, Francis a fost admis la Colegiul Clifton din Bristol. În 1881 a intrat la Colegiul Militar Regal din Sandhurst și a fost repartizat în 1882 ca ofițer subaltern în Regimentul 1 Dragoni Regali.

## Cariera militară

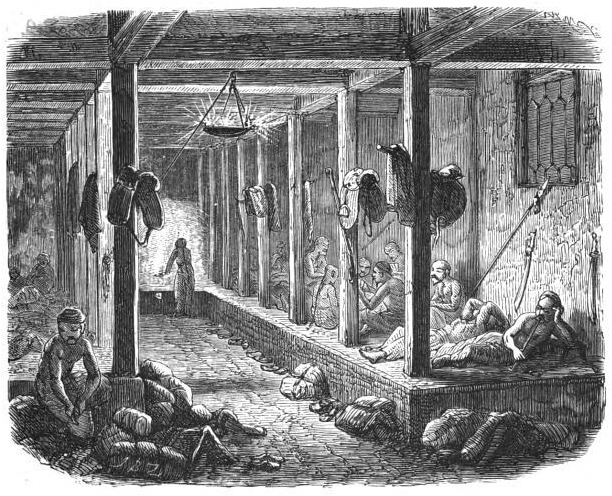
Un han cu o singură cameră în zona de est, pe atunci sălbatică, a orașului Tonghua din regiunea Jilin a Chinei, unde Younghusband și tovarășii lui au locuit în 1887.

După ce a citit cartea Defence of India a generalului MacGregor el a devenit un expert în „Marele Joc” al spionajului care se afla în plină desfășurare în Stepele Asiei. În 1886-1887, în timpul unui permisii oferite de conducerea regimentului, Younghusband a făcut o expediție în Asia, deși era totuși un ofițer tânăr. După ce a navigat către China grupul său a început, cu permisiunea colonelului Mark Bell, să traverseze cele 1200 de mile de deșert cu scopul aparent de cercetare a geografiei locurilor, dar scopul real era de a afla forța amenințării rusești la adresa Indiei Britanice. Plecând din Pekin pe 4 aprilie 1887 împreună cu un coleg mai în vârstă, Henry E. M. James (aflat în permisie de la Indian Civil Service) și cu un tânăr funcționar consular britanic din Newchwang, Harry English Fulford, locotenentul Younghusband a explorat Manciuria, vizitând așezările chinezești de frontieră din regiunea munților Changbai.
La sosirea tânărului ofițer în India comandantul-șef feldmareșalul lord Roberts i-a acordat o permisie de trei luni; rezultatele științifice ale acestei călătorii s-au dovedit a fi informații esențiale pentru Societatea Regală de Geografie. Younghusband a efectuat numeroase observații științifice, scoțând în evidență faptul că cel mai înalt vârf al munților Changbai, Muntele Baekdu, avea o înălțime de doar 2.400 de metri, chiar dacă el apărea pe hărțile întocmite de călătorii britanici că ar avea înălțimea de 3.000-3.600 de metri și că ar fi acoperit de zăpadă. Fulford i-a ajutat pe cei doi călători cu cunoștințele sale lingvistice și culturale. Younghusband a traversat cel mai neprimitor teren din lume către munții Himalaya, înainte de a i se ordona să revină în India. Despărțndu-se de camarazii săi britanici, el a traversat Deșertul Taklamakan către Turkestanul Chinezesc și a descoperit un traseu necunoscut din Kashgar până în India prin Pasul Muztagh, care nu apărea atunci pe hărți. El i-a raportat viceregelui, lordul Dufferin, modul în care a traversat Munții Karakorum, Munții Hindukuș și Munții Pamir și locul în care acest lanț muntos se continua cu Munții Himalaya; intersecția celor trei mari imperii. În anii 1880 regiunea Oxusul Superior era încă în mare parte neexplorată. Pentru această realizare, deși avea vârstă de doar 24 de ani, a fost ales cel mai tânăr membru al Societății Regale de Geografice și a primit în 1890 medalia de aur a patronului societății.

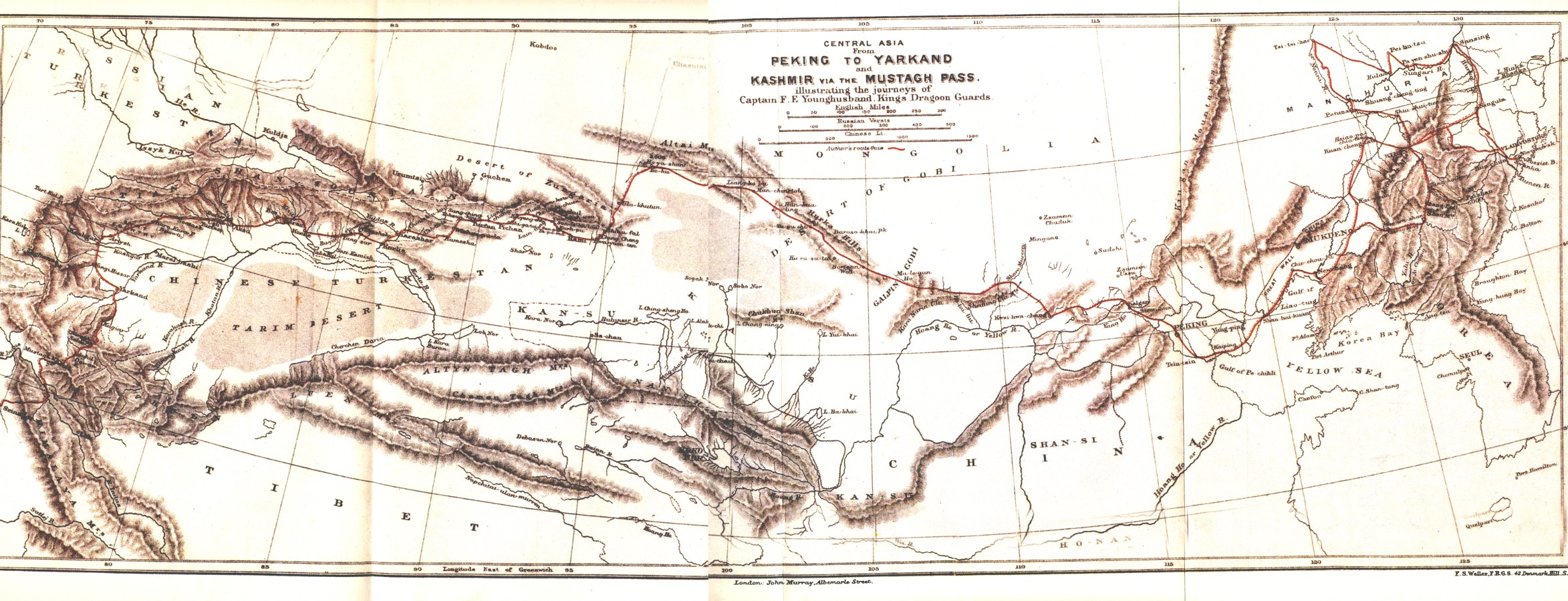
„De la Peking la Yarkand și Kashmir prin Pasul Mustagh”

În 1889 a fost avansat căpitan și a fost trimis cu o mică escortă de soldați gurkha pentru a investiga porțiunea nordică a regiunii Ladakh, unde tâlharii din principatul Hunza perturbaseră în anul anterior comerțul dintre Yarkand și India. În timp ce își stabilise tabăra pe valea râului Yarkand, Younghusband a primit în tabără un mesager care l-a invitat să ia cina cu căpitanul Bronislav Grombchevsky, omologul său rus din „Marele Joc”. Younghusband a acceptat invitația în tabăra lui Grombchevsky și, după cină, cei doi rivali au vorbit până noaptea târziu, consumând coniac și votcă, și discutând posibilitatea unei invazii rusești în India Britanică. Grombchevsky l-a impresionat pe Younghusband cu abilitățile de călăreți ale cazacilor din escorta sa și Younghusband l-a impresionat pe Grombchevsky cu antrenamentul de tragere la țintă al soldaților gurkha. După întâlnirea lor în această regiune îndepărtată de frontieră, Grombchevsky și-a reluat expediția în direcția Tibetului și Younghusband a continuat explorarea Munțlor Karakorum.
În anul 1890 Younghusband a fost trimis într-o misiune către Turkestanul Chinez, însoțit de George Macartney ca interpret. A petrecut iarna în Kashgar, unde l-a lăsat pe Macartney ce fusese numit consul britanic. Younghusband a vrut să investigheze breșa din Pamir pe unde rușii ar fi putut pătrunde pe drumul lor spre India, dar el a trebuit să se asigure că chinezii din Kashgar erau de partea britanicilor, pentru a preveni o intervenție a clanurilor Hunza. Acesta a fost motivul pentru care a recrutat un interpret de limba mandarină, tânărul ofițer George Macartney, pentru a-l însoți în expediția sa în munții înzăpeziți. Au iernat în Kashgar, unde era organizat un post de intercepție, conversând cu rusul Nikolai Petrovski, care se împotriva comerțului cu Xinjiang (Sinkiang). Agentul rus era bine informat cu privire la India Britanică, dar s-a dovedit a fi lipsit de scrupule. Crezând că a reușit să-l convingă, Younghusband nu a luat în calcul relațiile lui Petrovski cu Taotai, guvernatorul chinez din Hunza.
În timpul serviciului său în Kashmir, el a scris o carte numită Kashmir la cererea lui Edward Molyneux. Cartea conține descrieri istorico-geografice alcătuite de Younghusband și desene ale peisajelor naturale realizate de Molyneux. În această carte Younghusband își declara imensa lui admirație pentru istoria și frumusețea naturală a Kashmirului. Competiția politică între Marea Britanie și Rusia a continuat la începutul secolului al XX-lea până în 1907, când s-a încheiat Tratatul Anglo-Rus. Younghusband, împreună cu alți exploratori precum Sven Hedin, Nikolai Prjevalski, Șoqan Walihanov și Sir Aurel Stein, s-a implicat serios în această competiție. Apariția unor zvonuri privind expansiunea rusească în Munții Hindukuș și prezența rușilor în Tibet l-a determinat pe noul vicerege al Indiei, lordul Curzon, să-l numească pe maiorul Younghusband în funcția de comisar britanic pentru Tibet. Younghusband a îndeplinit această funcție în perioada 1902-1904.

### Invadarea Tibetului și masacrul de la Guru
În 1903 lordul Curzon l-a numit pe Younghusband șef al Comisiei de Frontieră între Sikkim și Tibet; adjuncții lui erau vicecomisarii John Claude White, ofițer politic al Regatului Sikkim, și E. C. Wilton. Younghusband a condus apoi în perioada 1903-1904 o expediție britanică în Tibet, care avea ca scop prezumtiv soluționarea conflictului cu privire la frontiera dintre Sikkim și Tibet, dar care s-a transformat de facto, prin încălcarea instrucțiunilor primite de la Londra, într-o invadare a Tibetului.
La aproximativ 100 mile (160 km) în interiorul Tibetului, pe drumul spre Gyantse care ducea către capitala Lhasa, a avut loc o confruntare armată între britanici și tibetani lângă cătunul Guru; corpul expediționar britanic a învins miliția tibetană formată din 600-700 de oameni, în mare măsură călugări. Potrivit unor estimări pierderile tibetane ar fi fost mult mai mari deoarece trupele bine instruite ale lui Younghusband, înarmate cu puști și mitraliere, s-au confruntat cu grupuri dezorganizate de călugări înarmați cu sape, săbii și flinte. Unii istorici estimează că mai mult de 5.000 de tibetani au fost uciși în timpul expediției, în timp ce numărul total al victimelor britanice a fost de aproximativ cinci.
Forțele britanice au fost susținute de regele Ugyen Wangchuck al Bhutanului, care a fost înnobilat în schimbul serviciilor sale. Incidentul, prezentat de sursele chineze ca un „masacru”, a deranjat guvernul britanic, care dorea să aibă relații bune cu China pentru a nu fi afectat comerțul de pe coastele maritime chineze. În consecință, britanicii au repudiat tratatul cunoscut sub numele de Tratatul de la Lhasa care fusese semnat de Younghusband la 7 septembrie 1904, la Palatul Potala.
În 1891 Younghusband a fost decorat cu Ordinul Imperiului Indian în grad de companion, fiind ridicat în 1904 la gradul de cavaler comandor; în 1917 i s-a acordat Ordinul Steaua Indiei în grad de cavaler comandor. A obținut, de asemenea, Medalia Kaisar-I-Hind (medalia de aur) în 1901 și Medalia de Aur a Societății Regale Scoțiene de Geografie în 1905.
În 1906 Younghusband s-a stabilit în Kashmir ca reprezentant britanic înainte de a se întoarce în Marea Britanie, unde a fost un membru activ al mai multor cluburi și societăți. În 1908 a fost avansat la gradul de locotenent-colonel. În timpul Primului Război Mondial, organizația patriotică Fight for Right (pe care o fondase în august 1915) a comandat punerea pe muzică a poemului „Jerusalem”.

## Promotor al turismului montan
Younghusband a fost ales președinte al Societății Regale de Geografie în 1919 și apoi, doi ani mai târziu, a devenit președinte al Mount Everest Committee, care fusese înființat pentru a coordona expediția britanică de recunoaștere de pe Muntele Everest. El l-a încurajat în mod activ pe experimentatul alpinist George Mallory să încerce o primă ascensiune pe Muntele Everest, iar echipa lui Mallory a urmat inițial același traseu ca și expediția militară britanică în Tibet din anii 1903-1904. Younghusband a rămas președinte al Mount Everest Committee pe parcursul desfășurării expedițiilor montane britanice din 1922 și 1924.
În 1938 Younghusband l-a încurajat pe exploratorul Ernst Schäfer, care urma să conducă o expediție montană germană, să „se strecoare peste graniță” atunci când s-a confruntat cu intransigența britanică față de efortul lui de a ajunge în Tibet.

## Viața personală
În 1897 Younghusband s-a căsătorit cu Helen Augusta Magniac, fiica parlamentarului Charles Magniac. Fratele Augustei, Vernon, a îndeplinit funcția de secretar particular al lui Younghusband în timpul expediției în Tibet. Soții Younghusband au avut un fiu care a murit în copilărie și o fiică, Eileen Younghusband (1902-1981), care a devenit o proeminentă asistentă socială.
Din 1921 până în 1937 cuplul a trăit în Westerham, Kent, dar Helen nu și-a însoțit soțul în călătoriile lui. În iulie 1942 Younghusband a suferit un accident vascular cerebral după ce a participat la o reuniune a Congresului Mondial al Credințelor Religioase de la Birmingham. A murit de insuficiență cardiacă la 31 iulie 1942, în casa Madelinei Lees din Lytchett Minster, Dorset. El a fost îngropat în curtea bisericii din sat.

## Viața spirituală

### Reprezentare ficțională
Filmul The Inn of the Sixth Happiness (1958) cu Ingrid Bergman este inspirat de viața lui Gladys Aylward; rolul lui Younghusband este interpretat de Ronald Squire.

## Lucrări
Younghusband a scris 26 de cărți între 1885 și 1942. Subiectele au variat de la istoria Asiei, explorare, turism montan, filozofie, spiritualitate, politică și altele.
- Confidential Report of a Mission to the Northern Frontier of Kashmir in 1889 (Calcutta, 1890).
- The Relief of Chitral (1895) (scrisă în colaborare cu fratele său, George John Younghusband)
- South Africa of Today (1896)
- The Heart of a Continent (1896) The heart of a continent: vol.1
- „Our True Relationship with India”. The Empire and the century. London: John Murray. 1905. pp. 599–620.
- Kashmir (1909)
- India and Tibet: a history of the relations which have subsisted between the two countries from the time of Warren Hastings to 1910; with a particular account of the mission to Lhasa of 1904. London: John Murray. 1910.
- Within: Thoughts During Convalescence (1914)
- The Sense of Community (1916)
- The Gleam (1923)
- Modern Mystics (1923) (ISBN: 1-4179-8003-6, retipărită în 2004)
- Mother World in Travail for the Christ that is to be (1924)
- Wonders of the Himalayas (1924)[33]
- The Epic of Mount Everest (1926) (ISBN: 0-330-48285-8, reeditată în 2001).
- Life in the Stars (1927)
- The Light of Experience (1927)[33]
- Dawn in India (1930)
- The Living Universe (1933)
- The Mystery of Nature in Frances Mason. The Great Design: Order and Progress in Nature (1934)

## Legături externe
- Halkias, Giorgos, The 1904 Younghusband's Expedition to Tibet, ELINEPA, 2004
- Description of rare Younghusband photograph collection held by the Royal Geographical Society of South Australia
- World Congress of Faiths' History
- Royal Geographic Society photograph of Younghusband's Mission to Tibet
- 1st King's Dragoon Guards (regiments.org)
- The heart of nature (1921)
- India and Tibet (1910)